# Almena (Wisconsin)
Almena es una villa ubicada en el condado de Barron en el estado estadounidense de Wisconsin. En el Censo de 2010 tenía una población de 677 habitantes y una densidad poblacional de 228,89 personas por km².

## Geografía
Almena se encuentra ubicada en las coordenadas 45°24′54″N 92°2′17″O / 45.41500, -92.03806. Según la Oficina del Censo de los Estados Unidos, Almena tiene una superficie total de 2.96 km², de la cual 2.96 km² corresponden a tierra firme y (0%) 0 km² es agua.

## Demografía
Según el censo de 2010, había 677 personas residiendo en Almena. La densidad de población era de 228,89 hab./km². De los 677 habitantes, Almena estaba compuesto por el 96.16% blancos, el 0.15% eran afroamericanos, el 0.89% eran amerindios, el 0.3% eran asiáticos, el 0% eran isleños del Pacífico, el 0.3% eran de otras razas y el 2.22% pertenecían a dos o más razas. Del total de la población el 0.74% eran hispanos o latinos de cualquier raza.